# Bellator 125
Bellator 125: Marshall vs. Manhoef é um evento de artes marciais mistas promovido pelo Bellator MMA, é esperado para ocorrer em 19 de setembro de 2014 no Save Mart Center em Fresno, California. O evento será transmitido ao vivo na Spike TV.

## Background
O evento é esperado para ter como evento principal a luta entre o veterano do Bellator Doug Marshall e o estreante no Bellator Melvin Manhoef.
Brian Rogers era esperado para enfrentar James Irvin no card. Porém, em 1 de Setembro, foi anunciado que Irvin havia se lesionado e Rogers irá agora enfrentar Brett Cooper. No entanto, Cooper se lesionou e foi substituído por Rafael Carvalho.